# Paedagogium

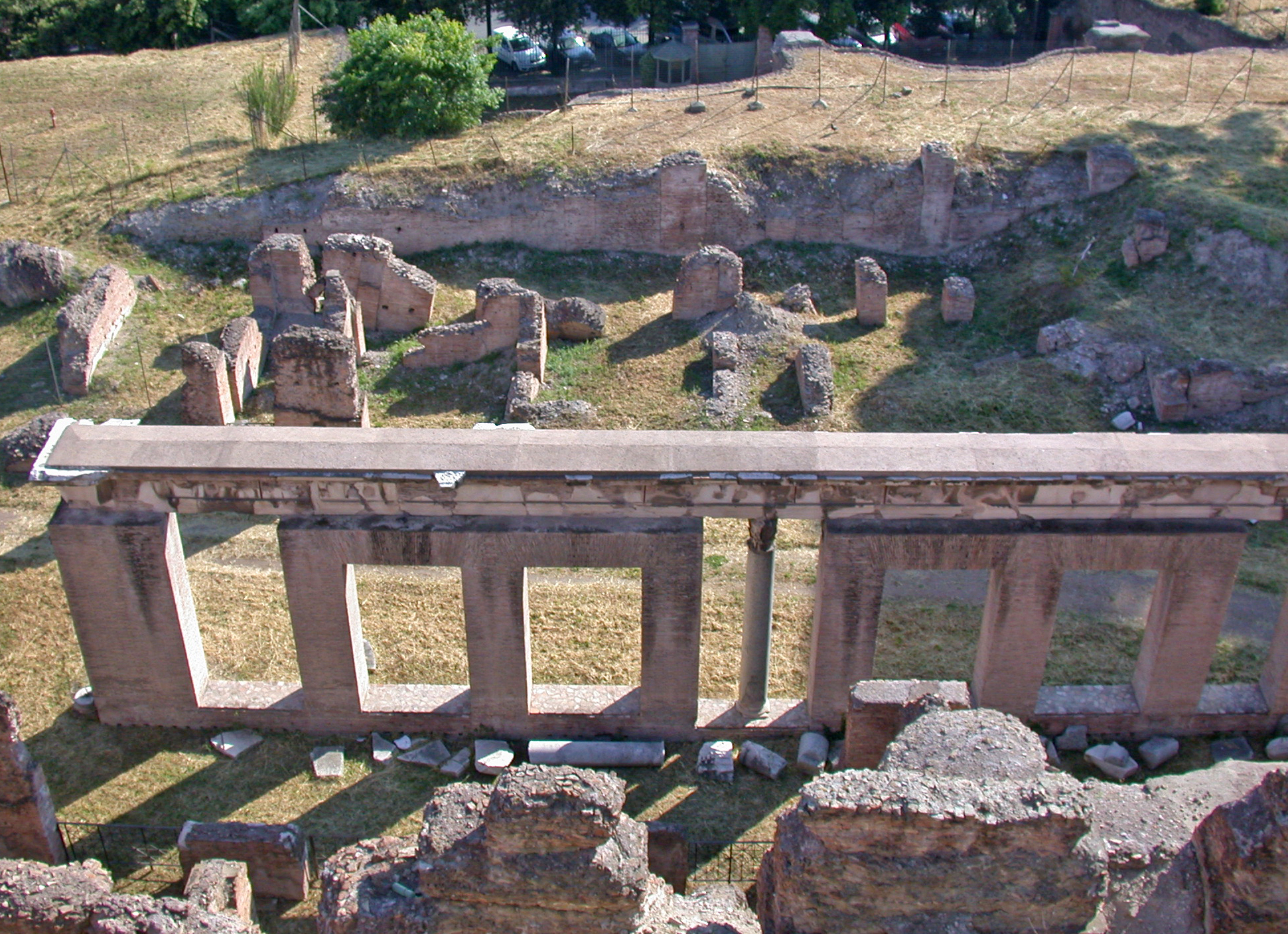
Het Paedagogium

Het Paedagogium is de naam van een gebouw uit het oude Rome waarvan de resten zich bevinden op de zuidelijke helling van de Palatijnse heuvel, aan de kant van het Circus Maximus. Het is een langgerekt gebouw met twee rijen kleine kamers langs een gang.
Het gebouw had de functie van een paedagogium, een Grieks leenwoord dat ‘school’ betekent en door de Romeinen werd gebruikt als naam voor een school waar slaven werden opgeleid (zo bijvoorbeeld Plinius de Jongere, Brief VII, 27, 13). Het gebouw aan de voet van de Palatijn zou dan de school voor de pages in de keizerlijke hofhouding moeten zijn geweest. 
Het gebouw werd in 1856 blootgelegd, toen de Domus Gelotiana (Huis van Gelotus) werd opgegraven waar het achter ligt. Of het Paedagogium een aanbouw is bij de Domus Gelotiana of een zelfstandig gebouw, is niet geheel duidelijk. De Domus Gelotiana was door Caligula in gebruik genomen als plaats om de spelen in het Circus Maximus te bekijken (zie Suetonius, Caligula 18). Het Paedagogium stamt uit de tijd van Domitianus. 
In het gebouw zijn veel graffiti gevonden uit ca 200 n.Chr. die zijn geschreven door de slaven die er verbleven. Op de graffiti wordt het woord paedagogium een aantal keren gebruikt in de zin exit de paedagogio ('gaat weg uit het paedagogium'), onder andere Corinthus exit de paedagogio; Marianus Afer exit de paedagogio. Hiermee gaven de slaven blijkbaar aan blij te zijn weg te mogen uit het Paedagogium.
Tot deze graffiti behoort ook de vroegste afbeelding die is gevonden met het christelijk kruis, de zogenaamde ‘Alexamenos graffito’ (nu te zien in het Antiquarium op de Palatijn). Afgebeeld is Alexamenos terwijl hij knielt voor de gekruisigde Christus met ezelskop, waaronder in het Grieks de woorden staan: ‘Alexamenos aanbidt <zijn> god.’